# Emiliano Zapata, Soyaló
Emiliano Zapata är en ort i Mexiko.   Den ligger i kommunen Soyaló och delstaten Chiapas, i den sydöstra delen av landet, 700 km öster om huvudstaden Mexico City. Emiliano Zapata ligger 1 194 meter över havet och antalet invånare är 356.
Terrängen runt Emiliano Zapata är huvudsakligen kuperad, men söderut är den platt. Runt Emiliano Zapata är det ganska tätbefolkat, med 116 invånare per kvadratkilometer. Närmaste större samhälle är Bochil, 12,3 km norr om Emiliano Zapata. I omgivningarna runt Emiliano Zapata växer huvudsakligen savannskog.